# Emily Bergl
Pour les articles homonymes, voir Bergl.
Emily Anne Bergl est une actrice anglo-américaine née le 25 avril 1975 à Milton Keynes (Buckinghamshire, Angleterre). Elle est notamment connue pour son rôle de Rachel Lang dans le film Carrie 2 (The Rage: Carrie 2, 1999), et celui de Beth Young dans la série américaine Desperate Housewives (2010-2011).

## Biographie
Emily Bergl est née à Milton Keynes, en Angleterre d'une mère irlandaise et d'un père britannique. Elle a déménagé à Chicago avec sa famille lorsqu'elle était  encore enfant. Elle est diplômée du Phi Beta Kappa en 1997.

### Carrière
Emily Bergl a connu le succès avec le rôle de Rachel Lang dans le film Carrie 2 (The Rage: Carrie 2, 1999), la suite du thriller Carrie au bal du diable (1976). Elle est également apparue dans de nombreuses séries comme : Gilmore Girls, Les Experts : Miami, Médium, New York, section criminelle, New York Police Blues, Star Trek : Enterprise...
Elle eut également un rôle dans la mini-série de Steven Spielberg Disparition en 2002.
De 2010 à 2011, elle joue Beth Young dans la saison 7 de Desperate Housewives, la nouvelle femme de Paul Young.

## Filmographie

### Cinéma

#### Courts métrages
- 2009 : Date Blind de Chris Ramos : Susan
- 2009 : Get the Dime de Stephen Nichols : Kristy
- 2013 : Eva : Eva

#### Longs métrages
- 1999 : Carrie 2 (The Rage: Carrie 2) de Katt Shea : Rachel Lang
- 2000 : Insomnies (Chasing Sleep) de Michael Walker : Sadie
- 2001 : American Campers (Happy Campers) de Daniel Waters : Talia
- 2005 : The Hard Easy d'Ari Ryan : Natalie
- 2006 : Fur (Fur: An Imaginary Portrait of Diane Arbus) de Steven Shainberg : la nouvelle assistante d'Allan
- 2003 : Final Draft de Oren Goldman et Stav Ozdoba : Helga
- 2011 : Grassroots de Stephen Gyllenhaal : Theresa Glendon
- 2013 : Blue Jasmine de Woody Allen : Hal and Jasmine's Friend
- 2013 : I Know What I'm Doing de Robbie Moffat : June Bennett
- 2021 : Generation Wrecks de Kevin T. Morales : Barbara Snyder
- 2023 : Escaping Ohio de Jessica Michael Davis : Renee

### Télévision

#### Téléfilm
- 2008 : La Spirale du mensonge (The Governor's Wife) de David Burton Morris : Dr. Heather McManus

#### Séries télévisées
- 1999 : Wasteland (saison 1, épisode 03 : Il fait trop chaud pour rester cool) : Corie
- 2000 : New York Police Blues (saison 7, épisode 12 : Bienvenue à New York) : Anya Weiss
- 2000 : Urgences (saison 6, épisode 22 : Les Désarrois du jeune Carter) : Gloria Milton
- 2001 : Providence :
  - (saison 3, épisode 18 : Sauvons Tyler !)
  - (saison 3, épisode 19 : Conflits d’intérêts)
  - (saison 3, épisode 20 : Témoin à charge)
- 2001 - 2003 : Gilmore Girls : Francie Jarvis
  - (saison 2, épisode 07 : Mère indigne, indignée)
  - (saison 3, épisode 02 : L'invitation à dîner de Kirk)
  - (saison 3, épisode 10 : La Fête d'Hiver)
  - (saison 3, épisode 11 : Je te jure)
- 2002 : Disparition : Lisa Clarke adulte
  - (saison 1, épisode 06 : Charlie et Lisa)
  - (saison 1, épisode 07 : L'Équation de Dieu)
  - (saison 1, épisode 08 : Assault du vaisseau)
  - (saison 1, épisode 09 : John)
  - (saison 1, épisode 10 : Disparition)
- 2003 : Star Trek: Enterprise (saison 3, épisode 09 : Les Hors-la-loi) : Bethany
- 2003 : La Famille Delajungle (he Wild Thornberrys) (saison 5, épisode 07 : Sur la banquise) : Lisa Soderblom (voix)
- 2004 : Les Experts : Miami (CSI: Miami) (saison 2, épisode 13 : Mauvais sang) : Melanie Hines
- 2006 : New York, section criminelle (Law and Order: Criminal Intent) (saison 5, épisode 17 : Chambre Libre) : Alice
- 2006 - 2008 : Men in Trees : Leçons de séduction (36 épisodes) : Annie O'Donnell
- 2009 - 2013 : Southland (16 épisodes) : Tammy Bryant
- 2009 : Médium (Medium) (saison 5, épisode 02 : Marché de dupes) : Victoria
- 2009 : The Good Wife : Bree
  - (saison 1, épisode 06 : Présumé coupable)
  - (saison 1, épisode 07 : Une affaire peu orthodoxe)
- 2010 : Grey's Anatomy : Trisha (saison 6, épisode 22 : La Comédie du bonheur) : Trisha
- 2010 - 2012 : Desperate Housewives (14 épisodes) : Beth Young
- 2011 : Hawaii 5-0 (saison 2, épisode 02 : Ua Lawa Wale) : Rhea Carver
- 2011 : Royal Pains : Nola Cadeau
  - (saison 3, épisode 04 : Un grand-père nommé Ted)
  - (saison 3, épisode 05 : À fleur de peau)
- 2012 : Mentalist (saison 4, épisode 20 : Le Prof parfait) : Ms. Austin: Mme Austin, le professeur de théâtre
- 2013 : Warehouse 13 (saison 4, épisode 12 : Les Derniers Survivants) : Autumn Radnor
- 2014 : Shameless (10 épisodes) : Samantha dite Sammi
- 2014 : Elementary (Saison 2, épisode 23) : Marion West
- 2014 : The Knick : Mrs. Hemming (3 épisodes)
- 2015 : New York, unité spéciale : Judith Briggs (saison 16, épisode 16)
- 2016 : American Crime : Lillah Tanner
- 2018 : You : Nancy
- 2018-2023 : Mme Maisel, femme fabuleuse : Tessie (8 épisodes)
- 2019 : Mindhunter : Mavis Leland (Saison 2)
- 2019 :  How to Get Away with Murder : Sally (Saison 6, épisode 1)
- 2020 : Dirty John : Betty Broderick

## Jeu vidéo
- 2011 : Star Wars: The Old Republic : voix additionnelles